# Johannes Fabritius
Johannes Fabritius, né à Middenbeemster le 30 novembre 1636 et mort à Amsterdam après 1693, est un peintre néerlandais du XVIIe siècle dont l'œuvre reste peu connue. 

## Biographie
Lui-même fils de peintre, il est le frère du plus célèbre Carel Fabritius ainsi que du peintre Barent Fabritius. Il a travaillé principalement à Hoorn.
Une de ses rares peintures qui nous soient connues est une Nature morte aux fleurs et aux fruits de 1691 conservée au musée Jeanne d'Aboville de La Fère et qui pourrait montrer un rapprochement stylistique entre Fabritius et le peintre Nicolaes van Verendael, un spécialiste des peintures de vases floraux.
"...On retrouve, en effet, un équilibre dans la répartition des différents éléments sur la toile et presque une sécheresse que viennent estomper toutefois la belle fantaisie des courbes des tiges et la répartition harmonieuse des couleurs. Par ailleurs, cette nature morte, en apparence si séduisante et très décorative, se dote d'une valeur philosophique sans équivoque. Les fleurs se fanent, les fruits pourrissent, les feuilles se dessèchent. Quel plus beau symbole de la vanité de l'existence, du caractère éphémère des choses d'ici-bas..."